# 长堤坊
长堤坊（英語：Causeway Point）是位于新加坡北部兀兰新镇的购物中心。长堤坊直到2017年纳福城开幕前是新加坡北部最大型的购物商场。

## 历史
长堤坊于1998年11月开张，开张时候长堤坊是兀兰地区的首家大型综合商场。国泰电影院集团的电影院也同时开放。其他主要业主包括然利直百货商场以及美羅百货商场。
2010年间，长堤坊开始翻新工程，目标是为了改善长堤坊的购物体验。翻新工程历时30个月。长堤坊于2012年间重新开放。商场新的主要业主包括大食代、優衣庫以及Courts。

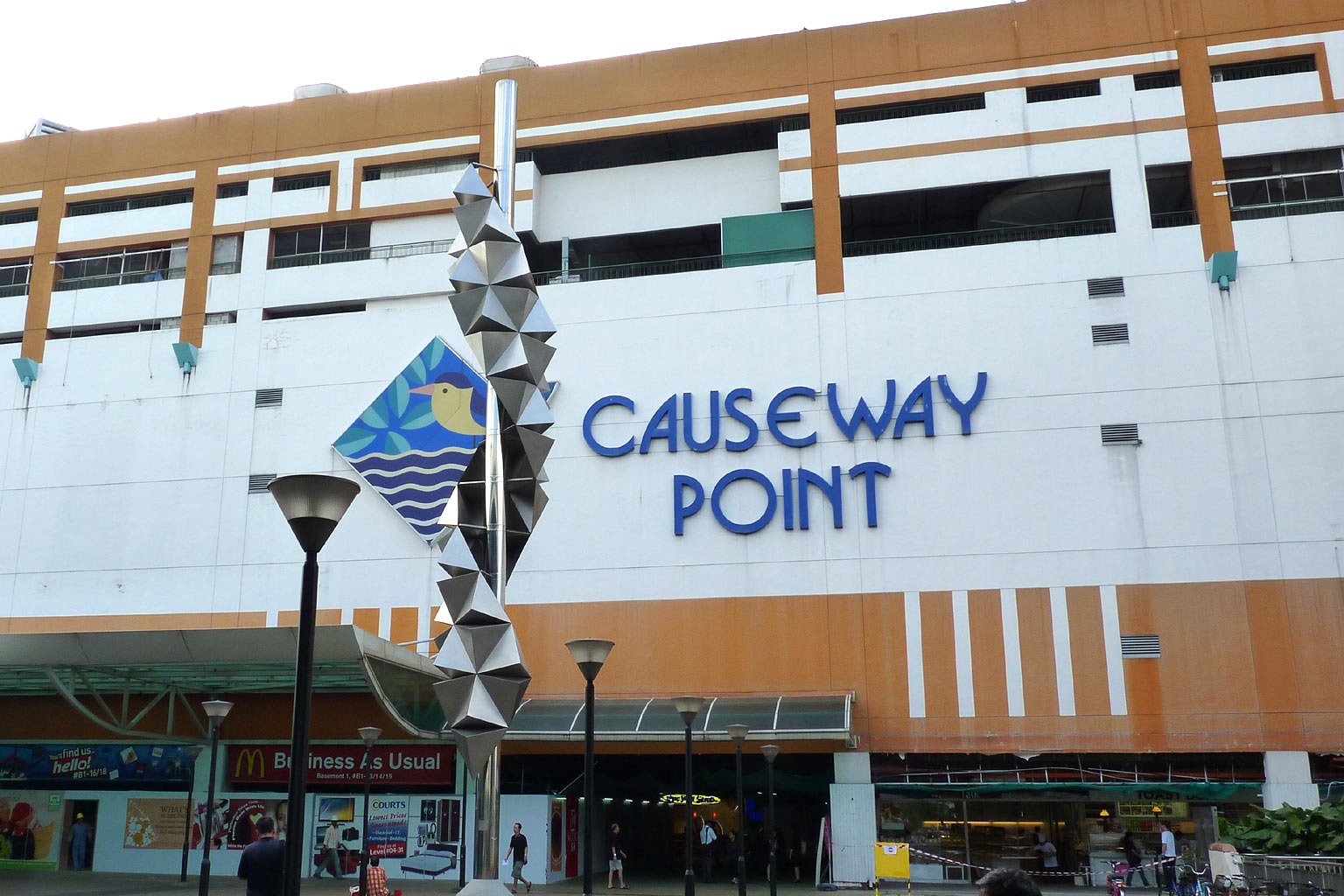
2011年长提坊未经翻新外景图
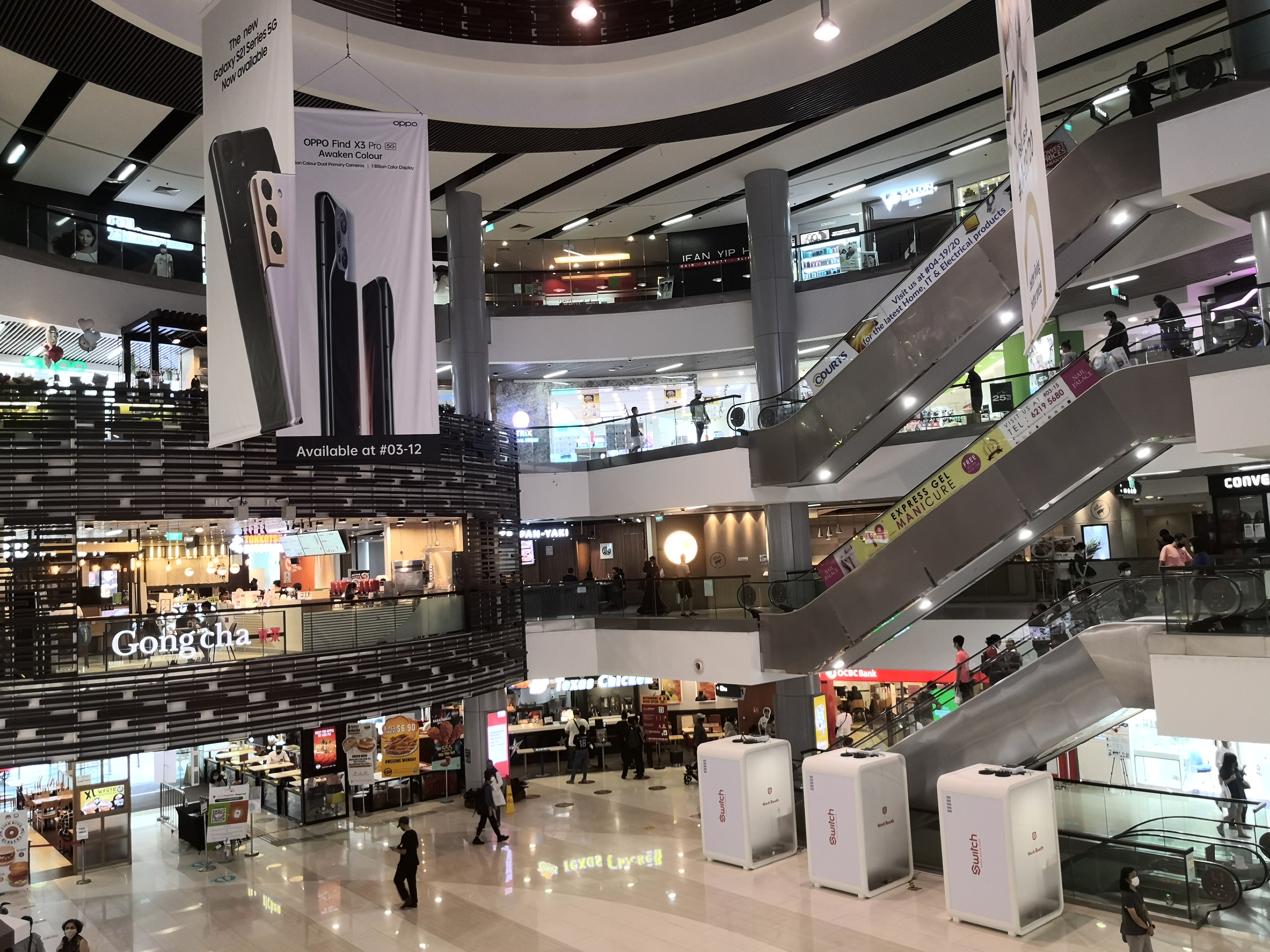
翻新后长提坊内部装潢

## 交通链接
长堤坊毗邻设有兀兰地铁站以及兀兰巴士转换站。长提坊也与毗邻的兀兰民事中心和兀兰广场（Woods Square）通过地下通道直接衔接。